# Anne Holt
Anne Holt, född 16 november 1958 i Larvik i Vestfold, är en norsk jurist, journalist, politiker och författare. Som politiker representerade hon Arbeiderpartiet. Hon var justitieminister i Thorbjørn Jaglands regering 1996-1997.
Hennes karriär som författare började under hennes tid som journalist, då hon kom på titeln Blind gudinna och försökte sälja in den till förlagen.

### Med Hanne Wilhelmsen
Böckernas huvudfigur är Hanne Wilhelmsen, kriminalkommissarie hos Oslopolisen.
- Blind gudinna (översättning Maj Sjöwall, Norstedt, 1995) (Blind gudinne, 1993)
- Saliga äro de som törsta... (översättning Maj Sjöwall, Norstedt, 1995) (Salige er de som tørster, 1994)
- Demonens död (översättning Maj Sjöwall, Norstedt, 1996) (Demonens død, 1995)
- I lejonets gap (översättning Maj Sjöwall, Norstedt, 1998) (Løvens gap, 1997) (skriven tillsammans med Berit Reiss-Andersen)
- Död joker (översättning Maj Sjöwall, Piratförlaget, 2000) (Død joker, 2000)
- Utan eko (översättning Maj Sjöwall, Piratförlaget, 2001) (Uten ekko, 2001) skriven tillsammans med Berit Reiss-Andersen)
- Bortom sanningen (översättning Maj Sjöwall, Piratförlaget, 2003) (Sannheten bortenfor, 2003)
- 1222 över havet  (översättning Maj Sjöwall, Piratförlaget, 2008) (1222, 2008)
- Offline (översättning Margareta Järnebrand, Piratförlaget, 2016) (Offline, 2015)
- I stoft och aska (översättning Margareta Järnebrand, Piratförlaget, 2017) (I støv og aske, 2016)
- Det elfte manuset (översättning Barbro Lagergren, Piratförlaget, 2022) (Det ellevte manus , 2021)
- Tolv otämjda hästar (översättning Barbro Lagergren, Piratförlaget, 2024) (Tolv utemte hester , 2023)

### Med Inger Johanne Vik
Huvudfigur är kriminologen Inger Johanne Vik.
- Det som tillhör mig (översättning Maj Sjöwall, Piratförlaget, 2001) (Det som er mitt, 2001)
- Det som aldrig sker (översättning Maj Sjöwall, Piratförlaget, 2005) (Det som aldri skjer, 2004)
- Presidentens val (översättning Maj Sjöwall, Piratförlaget, 2007) (Presidentens valg, 2007)
- Frukta inte (översättning Maj Sjövall och Margareta Järnebrand, Piratförlaget, 2010) (Pengemannen, 2009)
- Död i skugga (översättning Margareta Järnebrand, Piratförlaget, 2013) (Skyggedød, 2012)

### Med Sara Zuckerman och Ola Farmen
Huvudfigur är läkarna Sara Zuckerman och Ola Farmen.
- Flimmer (översättning Margareta Järnebrand, Piratförlaget, 2011) (Flimmer, 2010) (Skriven tillsammans med brodern Even Holt)
- Sudden death (översättning Margareta Järnebrand, Piratförlaget, 2015) (Sudden death, 2014) (Skriven tillsammans Even Holt)

### Med Selma Falck
Huvudfigur är Selma Falck, stjärnadvokat och före detta elitidrottare.
- En grav för två (översättning Margareta Järnebrand, Piratförlaget, 2019) (En grav for to, 2018)
- Operation fosterland (översättning Margareta Järnebrand, Piratförlaget, 2020) (Furet/værbitt, 2019)
- Mandelaeffekten (översättning Margareta Järnebrand, Piratförlaget, 2021) (Mandelaeffekten 2020)

### Övriga
- Mea culpa: en kärleksroman (översättning Barbro Lagergren, Norstedt, 1998) (Mea culpa, 1997)
- Maj-Britt, Mars-Britt och husvagnen (Anne Holt och Anne Holt [sic], översättning Barbro Lagergren, Lilla Piratförlaget, 2011) (Mai-Britt, Mars-Britt og campingvogna) [barnbok]
- Maj-Britt, Mars-Britt och mopsen Muntermor (Anne Holt och Anne Holt [sic], översättning Barbro Lagergren, Lilla Piratförlaget, 2012)

## Priser och utmärkelser
- Rivertonpriset 1994 för romanen Salige er de som tørster
- Bokhandlarpriset 1995 för Demonens død
- Cappelenpriset 2001

## Film / TV
- Hösten 2015 hade den svenska TV-serien Modus (TV-serie) premiär i TV4. Serien är baserad på boken "Frukta inte" från Anne Holt's serie om Inger Johanne Vik. Modus (TV-serie) säsong 2 kommer bygga på en annan bok i serien om Inger Johanne Vik. Manus till Modus (TV-serie) är skrivet av de trefaldiga Emmy-vinnarna Mai Brostrøm och Peter Thorsboe. Huvudrollerna som Inger Johanne Vik och Ingvar Nyman spelades av Melinda Kinnaman och Henrik Norlén.